# Asocjacja PHACE
Asocjacja PHACE (zespół PHACE, ang. PHACE association, PHACE syndrome) – skojarzenie wad wrodzonych, na które składają się:
- malformacje tylnego dołu czaszki (Posterior fossa brain malformations)
- duże naczyniaki twarzy (Hemangiomas of the face)
- wady tętnic (Arterial anomalies)
- wrodzone wady serca (Cardiac anomalies)
- malformacje narządu wzroku (Eye abnormaieties).

Pierwsze litery wymienionych cech dają PHACE. Gdy dodatkowo występują u pacjenta wady wrodzone trzewi typu rozszczepów, takie jak szczelina mostka (Sternal clefting) lub szew nadpępkowy (supraumbilical raphe), asocjację określa się akronimem PHACES.
Jako pierwszy zespół ten opisał Pascual-Castroviejo w 1978. Aktualną definicję podał Frieden i wsp. w 1996 roku. W pracy Friedena przedstawiono dwa nowe przypadki i przedstawiono 41 dalszych opisów z piśmiennictwa, zaproponowano też nazwę zespołu PHACE. W kolejnej pracy Metry'ego oceniono fenotyp 14 dalszych przypadków i 116 z przeglądu literatury, zaproponowano kryteria rozpoznania.
Dziedziczenie jest dominujące, sprzężone z chromosomem X. Chorują niemal wyłącznie dziewczynki (87%).